# Філліп Стекл
Філліп Стекл (англ. Philip Stekl, 20 січня 1956) — американський академічний веслувальник.
Срібний призер Олімпійських Ігор 1984 року в складі розпашної четвірки без стернового.